# 光進站

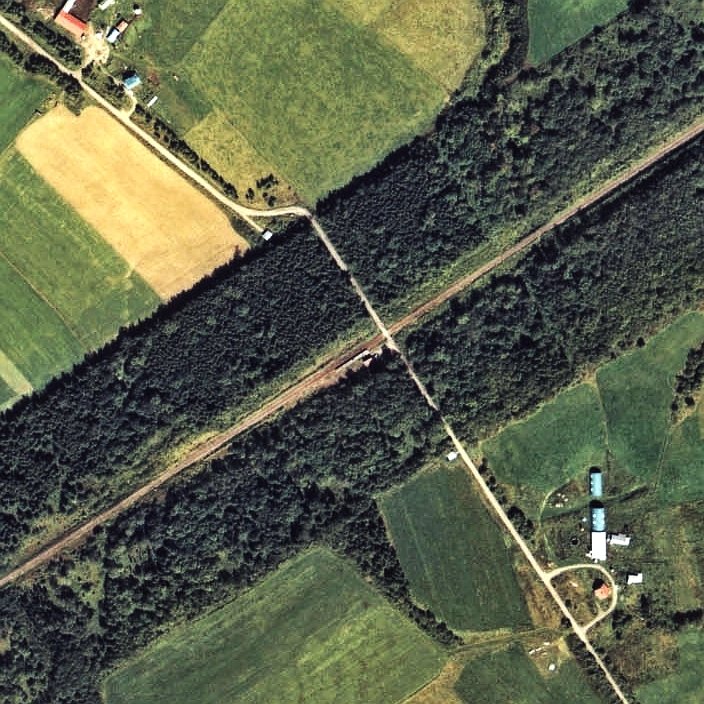
1977年的光進站與方圓約500米範圍。右上方是中標津方向。周邊設有防風雪林，在中標津一方設有北四線道平交道。

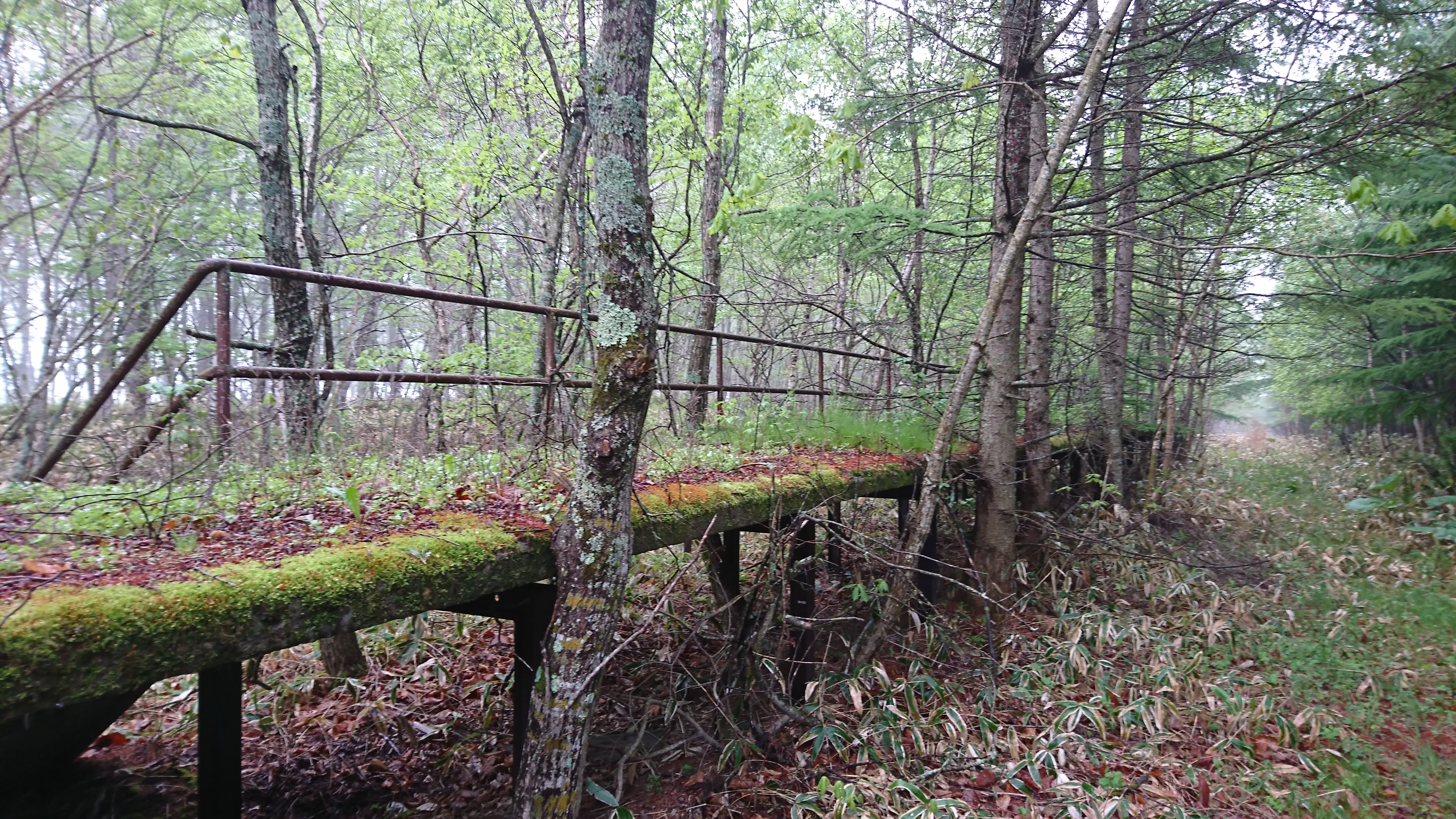
令和2年7月的光進站

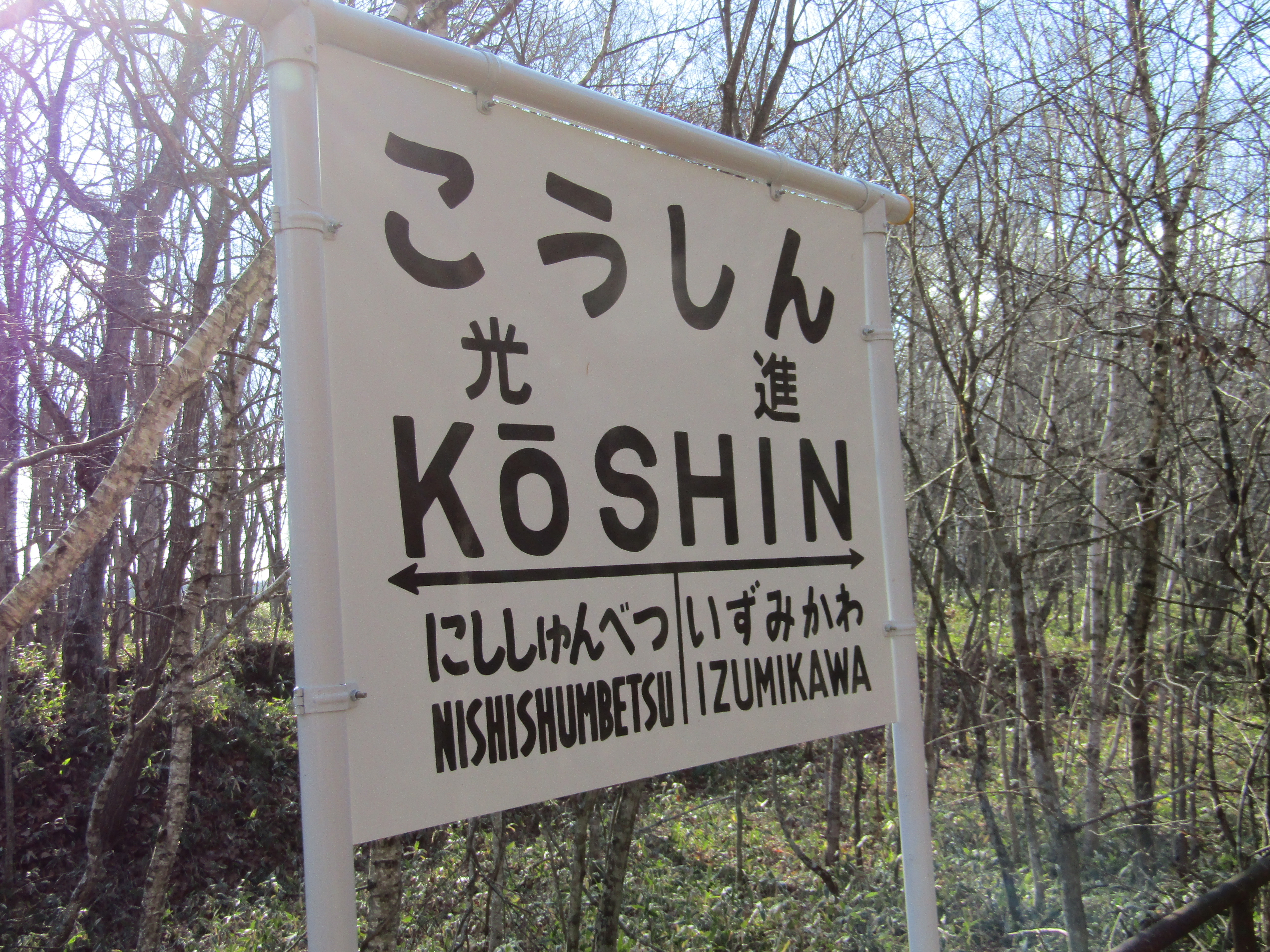
令和3年11月的站名牌

光進站（日语：／ Kōshin eki */?）是位於北海道野付郡別海町泉川，北海道旅客鐵道（JR北海道）的標津線車站（廢站）。隨著標津線廢線，車站在1989年（平成元年）4月30日廢
除。

## 歷史
- 1962年（昭和37年）5月1日：日本國有鐵道（國鐵）標津線泉川站至西春別站之間開設臨時乘降場[1]。
- 1967年（昭和42年）4月1日：升級至車站[2]。
- 1987年（昭和62年）4月1日：伴隨國鐵分割民營化，車站由北海道旅客鐵道（JR北海道）營運。
- 1989年（平成元年）4月30日：標津線全線廢除，此站也廢除[1]。

### 站名的由來
車站名稱取自村落名「泉川光進」。

## 車站構造
截至車站廢除前，車站是一座地面車站，設有1面1線的單式月台。月台是一座鋼架配以混凝土地板的簡單月台，位於站內東南方（標茶方向的列車會開啟左邊車門）。另外，月台靠近中標津一方設有樓梯，旁邊設有候車室。

## 車站周邊
- 阿寒巴士（日语：阿寒バス）「光進」巴士站

## 相鄰車站
北海道旅客鐵道
標津線 
泉川－光進－西春別

## 注腳
1. 1 2  今尾惠介監修《日本鉄道旅行地図帳》1號 北海道，新潮社，2008年，p.44
2. 1 2  札幌鉄道局 (编). . 北彊民族研究会. 1939: 167. NDLJP: 1029473 （日语）.